# منشأة السادات (الشرقية)
قرية منشأة السادات هي إحدى القرى التابعة لمركز أولاد صقر في محافظة الشرقية في جمهورية مصر العربية. حسب إحصاءات سنة 2006، بلغ إجمالي السكان في منشأة السادات 4526 نسمة، منهم 2340 رجل و2186 امرأة.